# Sigbert Mohn
Sigbert Mohn (* 25. November 1918 in Gütersloh; † 17. Januar 2002) war ein deutscher Verleger. Er gehört zur fünften Generation der Eigentümerfamilien des Bertelsmann-Konzerns.

## Leben
Sigbert Mohn wurde als viertes von sechs Kindern von Heinrich Mohn und Agnes Seippel geboren. Nach dem Abitur am Evangelisch Stiftischen Gymnasium Gütersloh im Jahr 1937 trat er in den C. Bertelsmann Verlag ein. Sein Vater übertrug ihm bereits 1940 erste Anteile am Unternehmen. Nach seinem Einzug in die Wehrmacht im Jahr 1937, heiratete er 1943 und geriet er 1944 in sowjetische Kriegsgefangenschaft, aus der Sigbert Mohn erst 1949 entlassen wurde. Zu diesem Zeitpunkt hatte Reinhard Mohn, sein jüngerer Bruder, bereits die Führung des Unternehmens übernommen.

## Wirken
1953 trat Sigbert Mohn erneut in den C. Bertelsmann Verlag ein, der sich von einem mittelständischen Druck- und Verlagshaus zu einem modernen Medienkonzern entwickelte und arbeitete sich in den schöngeistigen Bereich ein. Im Zuge der Neuordnung der Buchverlage übernahm er 1959 die Leitung des nach ihm benannten Sigbert Mohn Verlags. Der Schwerpunkt seiner verlegerischen Aktivitäten lag auf Literatur, Kunst, Zeitgeschichte und Jugendbuch.  Der Sigbert Mohn Verlag war weiterhin Teil des Bertelsmann-Konzerns und wurde 1967 in die Verlagsgruppe Bertelsmann integriert.

## Engagement
1961 wurde Sigbert Mohn in das Kuratorium des Evangelisch Stiftischen Gymnasiums Gütersloh berufen, dessen Vorsitz er von 1967 bis 1993 innehatte. Außerdem engagierte er sich als Mitgründer des Rotary Clubs und war von 1961 bis 1989 Mitglied des Stadtrats von Gütersloh. Sein Einsatz wurde 1993 mit der Verleihung des Ehrenrings der Stadt Gütersloh gewürdigt.
Sigbert Mohn galt zudem als Kultur- und Kunstmäzen. Sein Nachlass, der 2010 versteigert wurde, enthielt umfangreiche Bücher- und Plattensammlungen sowie Gemälde von Künstlern wie beispielsweise Siegfried Kortemeier und Steiff-Tiere.

## Trivia
In der 1976 eingeweihten Hauptverwaltung von Bertelsmann in Gütersloh befindet sich ein Traditionsraum der Eigentümerfamilien. Es handelt sich um ein Arbeitszimmer von Sigbert Mohn, das detailgetreu nachgebildet wurde.